# Aeneonaenaria minuta
Aeneonaenaria minuta là một loài tò vò trong họ Ichneumonidae.